# بادبر
بادبر، روستایی از توابع بخش مزایجان شهرستان بوانات در استان فارس ایران است.
روستایی با جمعیت کم و بیشتر باغات انگور سیب گردو و به میباشد زمین کشاورزی کاشت گندم جو یونجه و سایر علوفه ها زمستانی بسیار سرد در فصل بهار قارچ کوهی جاشیر کنگر و در فصل تابستان انواع گیاهان دارویی در کوهای مجاور میباشد قبلاً تفرجگاه حیوانات از قبیل اهو گوزن خرس و به گفته قدیمی ها پلنگ هم دیده شده ولی با شکار بی رویه چیزی باقی نمانده است از تفرجگاه های این روستا چشمه پیرکدوییه می باشد که با درختان کهنسال خود بیانگر قدمت این چشمه و روستای بادبر می باشد.از دیگر جاهای دیدنی این روستا چشمه اب گرم می باشد که در دل کوه قرار گرفته است.این روستا در دل کوه قرار گرفته و دارای طبیعت بکر و زیبا می باشد و دارای اب و هوای خنک در تابستان می باشد .در قدیم تمام اب کشاورزی این روستا توسط چشمه تامین میشد که به دلیل خشکسالی مداوم کم اب شده است.

## جمعیت
این روستا در دهستان مزایجان قرار دارد و براساس سرشماری مرکز آمار ایران در سال ۱۳۸۵، جمعیت آن ۵۷۰ نفر (۱۵۴خانوار)است.
این روستا دارای تفرجگاه بسیار زیبایی به نام پیرکدویه می باشد.این روستا یکی از خوش آب و هواترین و سرسبزترین روستاهای شهرستان بوانات است.